# Jan van den Hecke I

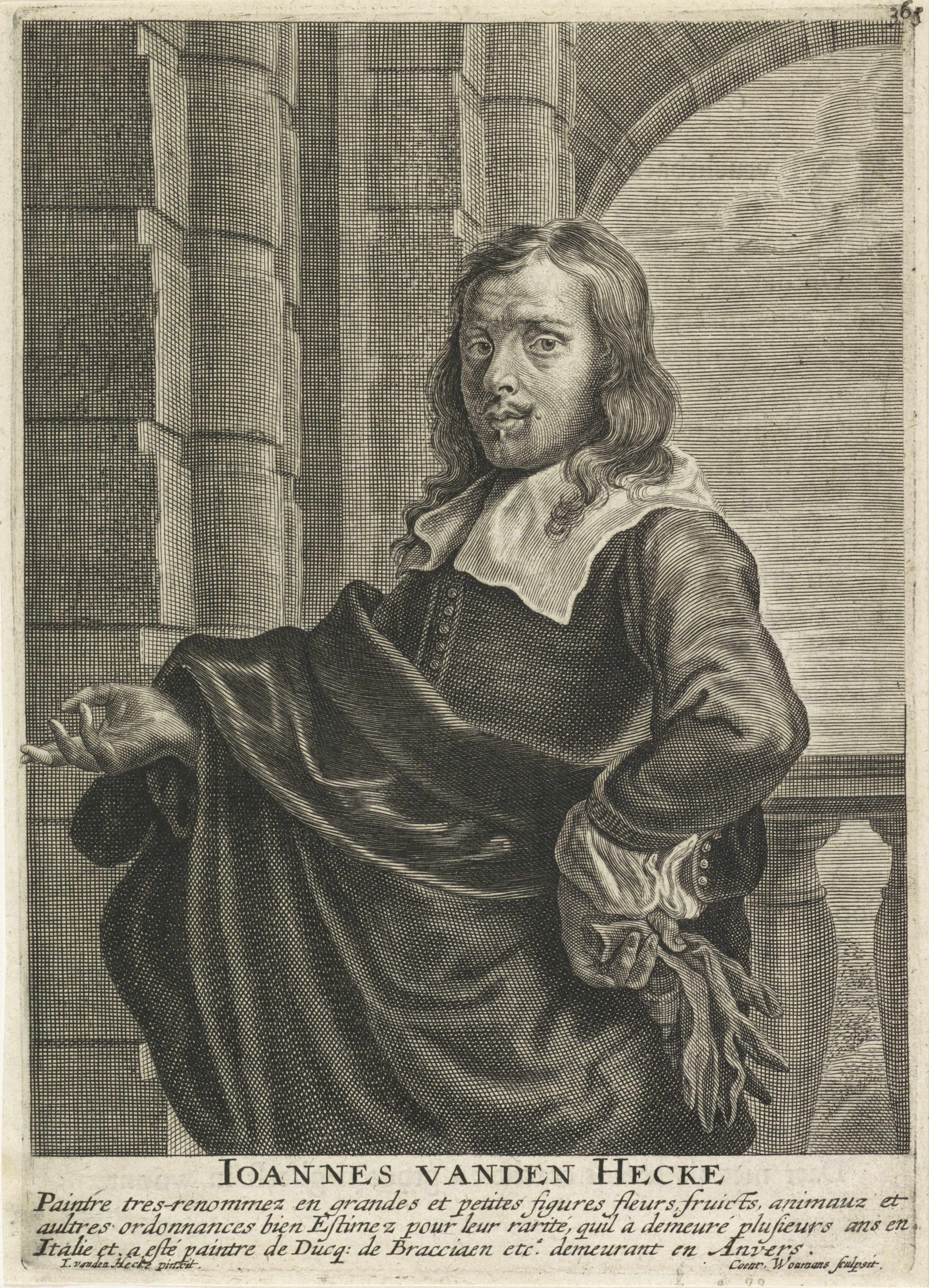
Coenraet Waumans: Porträt von Jan van den Hecke, 1662

Jan van den Hecke I oder Jan van den Hecke der Ältere (auch: van Hecke, van der Hecke, van den Egge, van den Eck, van den Eecken, Johann von (den) Eckh, Capitain von Eckh, Joannes van Heck, Johannes van Eyck, Giovanni Fandeneck oder van Eyck; * 1619/1620 in Quaremonde (Oudenaarde); † 22. August 1684 in Antwerpen) war ein flämischer Maler, Zeichner und Radierer, der besonders für seine Stillleben sowie für Tierdarstellungen und Landschaften bekannt ist.

## Leben
Jan van den Hecke verbrachte einen großen Teil seines Lebens in Antwerpen, wo er zunächst 1636–1637 als Schüler von Abraham Hack belegt ist und 1641–1642 als Meister in die Lukasgilde aufgenommen wurde.
Zu einem nicht bekannten Zeitpunkt – aber auf jeden Fall nicht vor 1644 – ging er wie viele seiner Malerkollegen nach Italien. 1649–1650 wohnte er in Rom in der Strada Laurina zusammen mit Artus de Hondt/Arnoldus Donth. Zu seinen italienischen Förderern zählte unter anderem Paolo Giordano II. Orsini, der Herzog von Bracciano, dem der Künstler 1656 eine zwölfteilige Serie von Radierungen mit der Darstellung von Haustieren widmete.

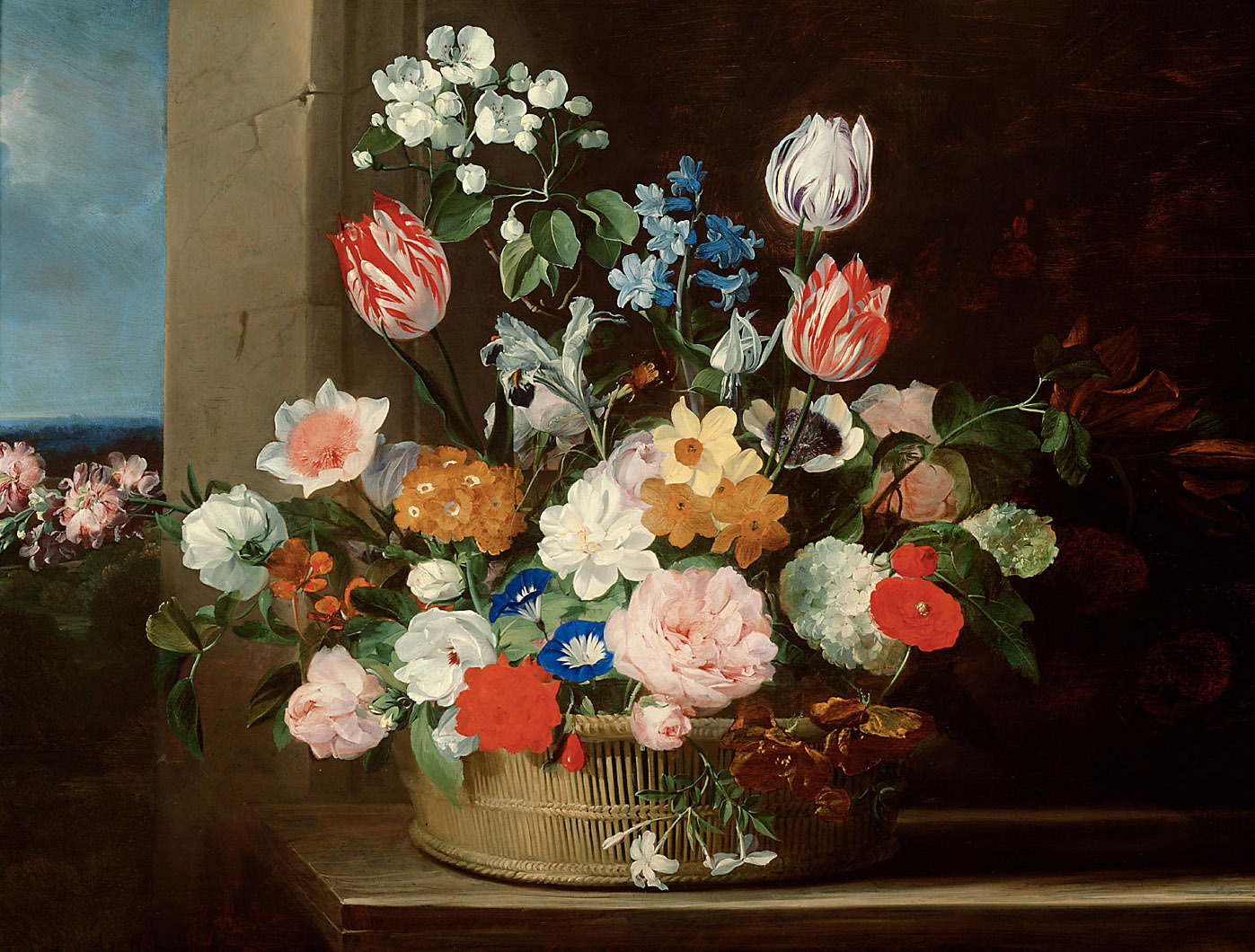
Blumenkorb, 1650er Jahre, 51,5 × 67 cm, Kunsthistorisches Museum, Wien

Jan van den Heckes wohl bedeutendster Mäzen war Erzherzog Leopold Wilhelm von Österreich, der Statthalter der spanischen Niederlande, an dessen Hof in Brüssel sich der Maler nach seiner Rückkehr von Italien eine Zeit lang aufhielt. Leopold Wilhelm besaß in seiner Kunstsammlung zuletzt 21 Gemälde von Van den Hecke, unter den Namen „von Eckh“, „Johann von den Eckh“ und „Capitain von Eckh“. Einige dieser Bilder befinden sich noch heute (Stand 2025) in den Beständen des Kunsthistorischen Museums in Wien.
Laut Cornelis de Bie (1661–1662) hatte Van den Hecke außer nach Italien auch berufliche Kontakte in andere Länder Europas und arbeitete für den Marquis de Chaumont und einen Marquis de Sordi in Frankreich sowie für den deutschen Grafen von Leiningen.
Von 1659 bis zu seinem Tode 1684 lebte van den Hecke wieder in Antwerpen, wo er im folgenden Jahr 1660 Maria Adriana Heijens heiratete. Das Paar hatte vier Kinder, von denen drei das Erwachsenenalter erreichten: Jan (* 19. Juni 1661), Maria und Peter. Der älteste Sohn wurde ebenfalls Maler und Kupferstecher und ist als Jan van den Hecke II bekannt; er war in ähnlichen Gattungen tätig wie sein Vater und lebte um 1700 in Wien.
Neben seinem Sohn zählen zu seinen Schülern Peeter van der Elstraeten (1659) sowie Peeter de Clerck (1672).

## Stil und Werk
Von Jan van den Hecke sind einige wenige signierte oder monogrammierte – noch seltener datierte – Gemälde erhalten. Andere Werke lassen sich ihm aufgrund dokumentarischer und traditioneller Zuschreibungen mit einiger Sicherheit zuordnen – zu den letzteren gehören einige oben erwähnte Stillleben aus der Sammlung Erzherzog Leopold Wilhelms, die sich nach wie vor in Wien, teilweise aber auch andernorts befinden. In den letzten Jahrzehnten (Stand 2025) wurden ihm daneben zahlreiche weitere Bilder zugeschrieben, ohne dass sich dies in jedem Fall ausreichend begründen ließe. Aufgrund dieser Situation sind endgültige Aussagen über seine Malerei, insbesondere seine stilistische Entwicklung, nicht ganz einfach.

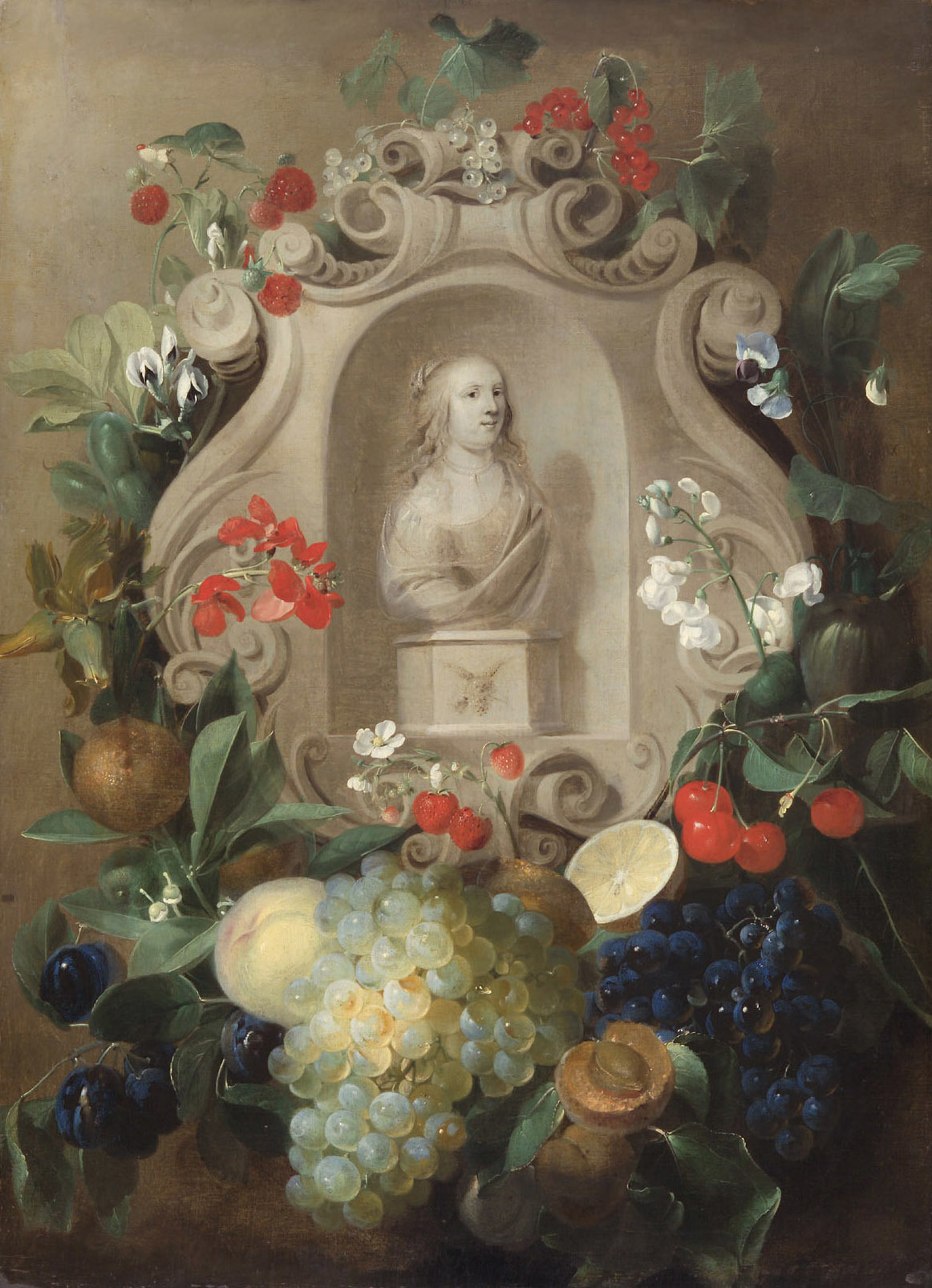
Büste einer jungen Dame in einer Girlande aus Früchten und Blumen, um 1650, 58 × 42 cm, Kunsthistorisches Museum, Wien

Seine Blumenstillleben und Girlandenbilder aus Leopold Wilhelms Sammlung zeigen einen Künstler, der stilistisch grundsätzlich von dem Vorbild Daniel Seghers’ ausgeht, dies aber auf eine kreative Weise tut und eigene Ideen einbringt. Unter anderem sind seine Blumenstücke formal vielseitiger. Dabei sind die Blumen selber „klar definiert, naturalistisch, … überzeugend, detailreich, exakt in prägnanter Form“, in leuchtenden und fein abgestimmten Farben gemalt und fallen durch eine „auf höchstem Niveau angesiedelte sensitive Farbauffassung“ auf. Der Hintergrund ist nicht immer dunkel, wie grundsätzlich bei Seghers, sondern Van den Hecke verwendet mehr Licht und Halbdunkel und erzeugt dabei interessante Licht- und Schattenwirkungen und Atmosphäre; einige seiner Blumenstücke geben Ausblicke ins Freie, auf Landschaften und/oder einen blauen Himmel, wie es zuvor bereits Ambrosius Bosschaert der Ältere zuweilen tat.

Van den Hecke gehört neben Philippe de Marlier, Jacob van Hulsdonck, Georg Flegel und Balthasar van der Ast zu den wenigen Malern, die auch Bouquets einer einzigen Blumenart malten, etwa die Nelken in Glasvase, die ursprünglich ebenfalls aus Leopold Wilhelms Sammlung stammen und sich derzeit (Stand 2025) im Rijksmuseum Twenthe in Enschede befinden (siehe unten in Galerie).

Bei seinen Girlanden arbeitete er wie damals üblich auch mit anderen Malern zusammen, beispielsweise mit Jan Lievens bei dem Porträt eines Jungen in Blumengirlande im Kunsthistorischen Museum Wien (siehe unten in Galerie).
Im Bereich Stillleben sind von Van den Hecke außerdem einige Frühstückstische (oder Prunkstillleben) mit Gläsern und/oder anderen Gefäßen aus Zinn, Gold oder Keramik erhalten. In diesem Fall sind auch Einflüsse von Jan Davidsz. de Heem zu erkennen.
Hinzu kommen sehr lebendige Tierdarstellungen (vor allem als Kupferstich, siehe unten) sowie Landschaften mit Figurenstaffage.

## Bildergalerie

Ölgemälde
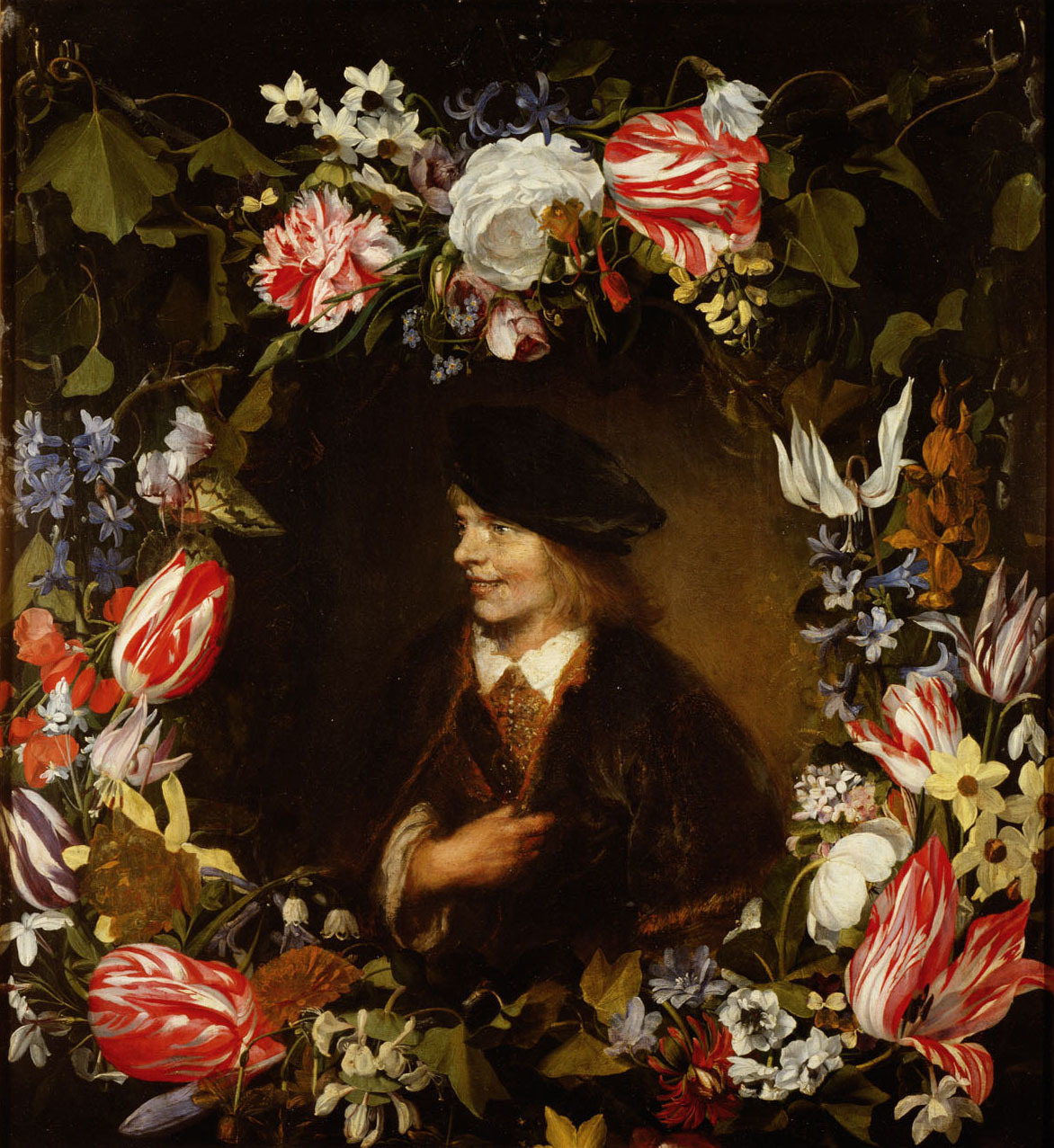
Jan van den Hecke (Blumen) & Jan Lievens (Figur): Porträt eines lachenden Jungen in Blumengirlande, um 1643, 50,5 × 46 cm, Kunsthistorisches Museum, Wien
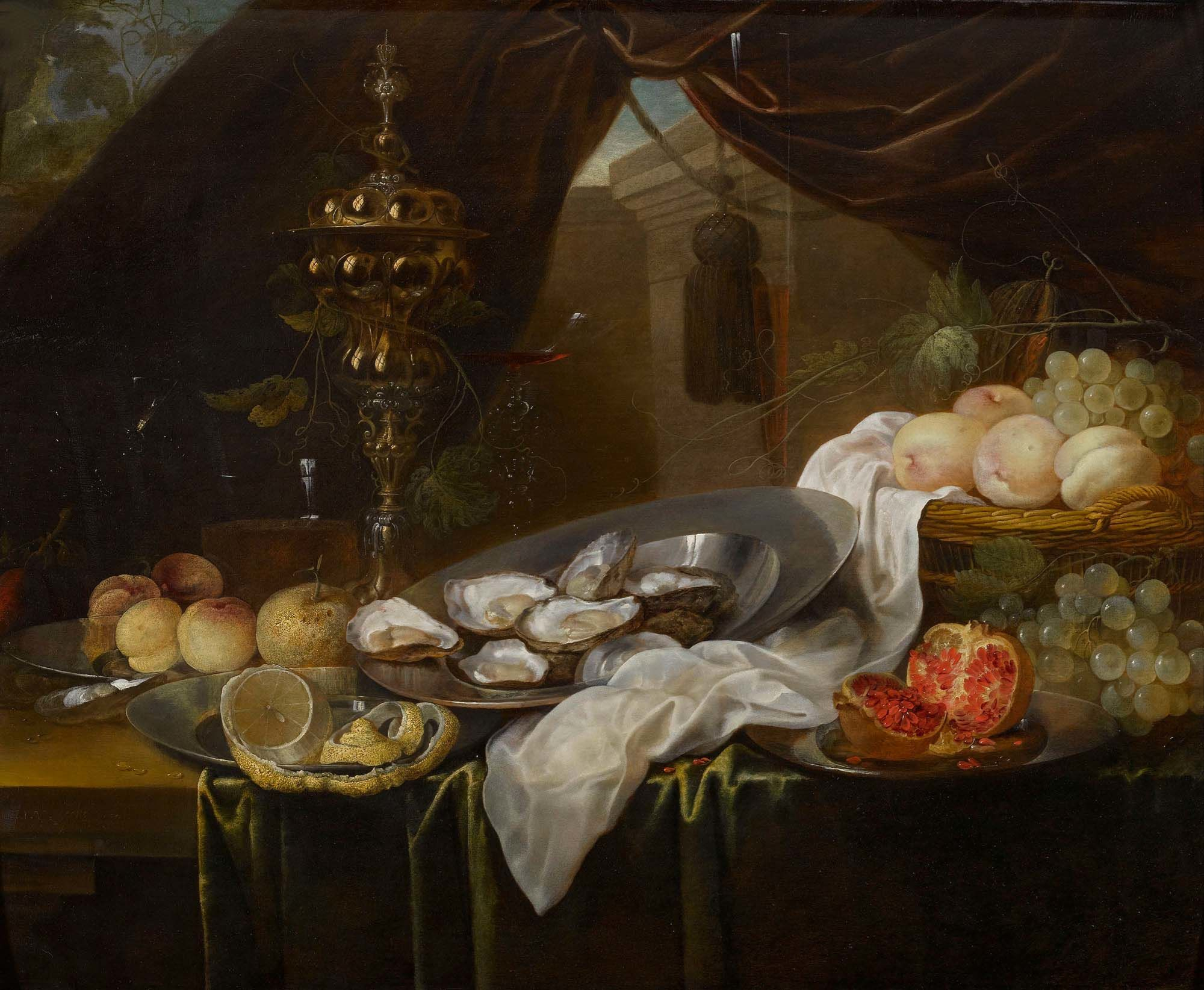
Stillleben mit goldenem Pokal, Früchten, Austern und venezianischem Glas, sign. & dat.: „I. V. hecke fecit/ Ao 1643“, 64 × 78,5 cm, Privatsammlung (?)
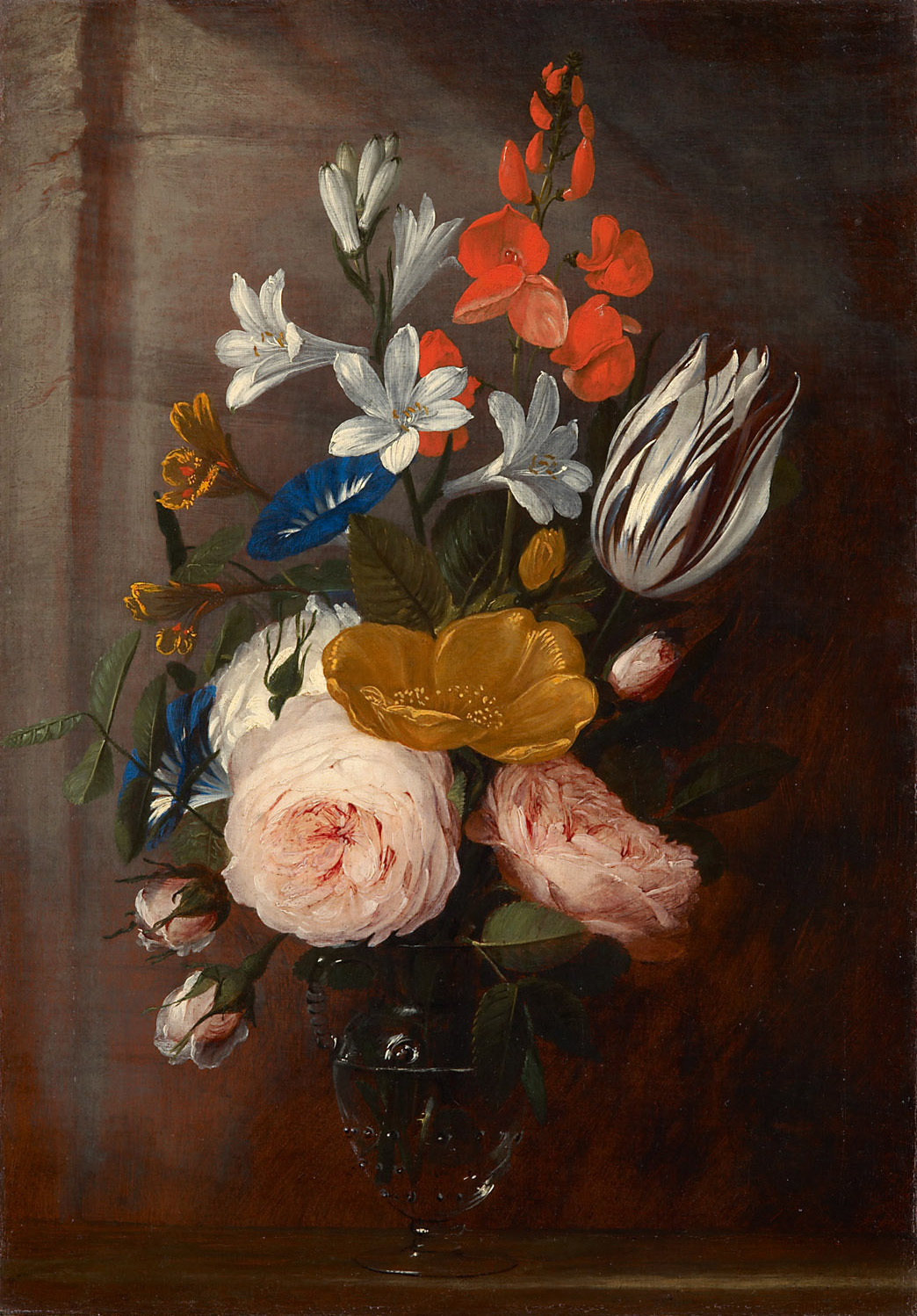
Blumenstrauß in einer Glasvase, um 1650, 40 × 30 cm, Kunsthistorisches Museum, Wien
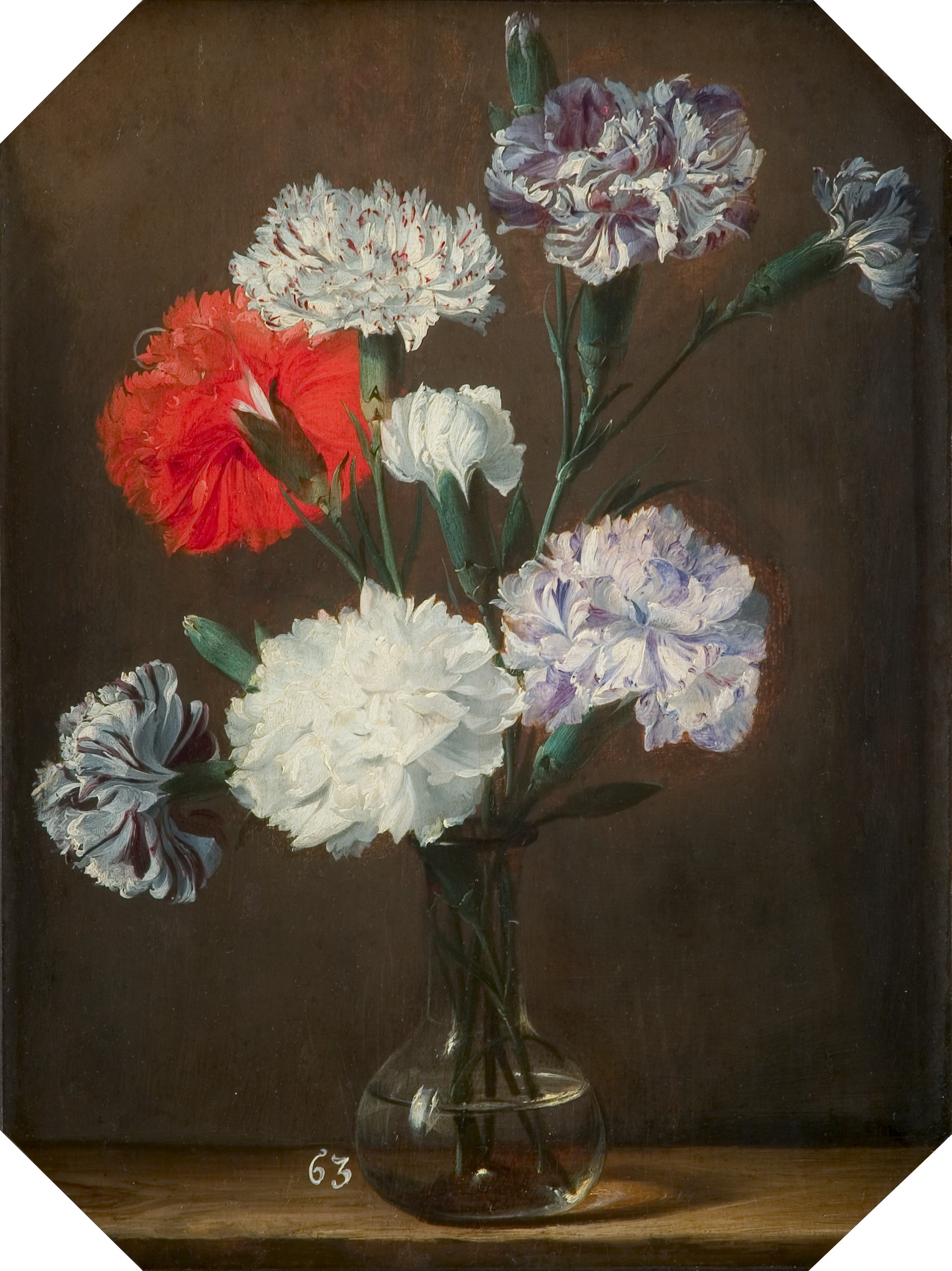
Nelken in einer Glasvase, um 1650, Rijksmuseum Twenthe, Enschede
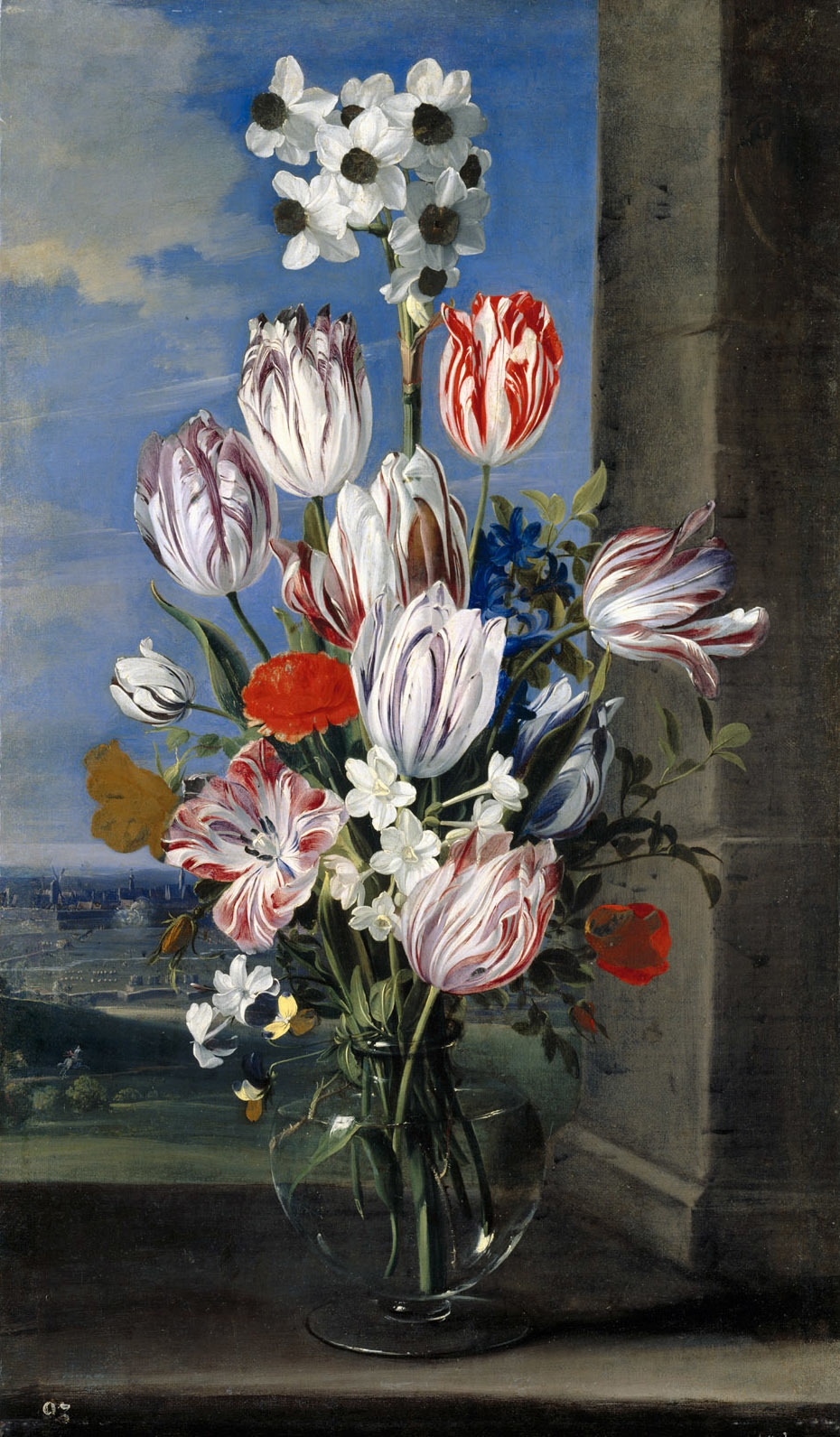
Blumenvase mit der Belagerung von Gravelingen, um 1652, 65,8 × 38,7 cm, Kunsthistorisches Museum, Wien
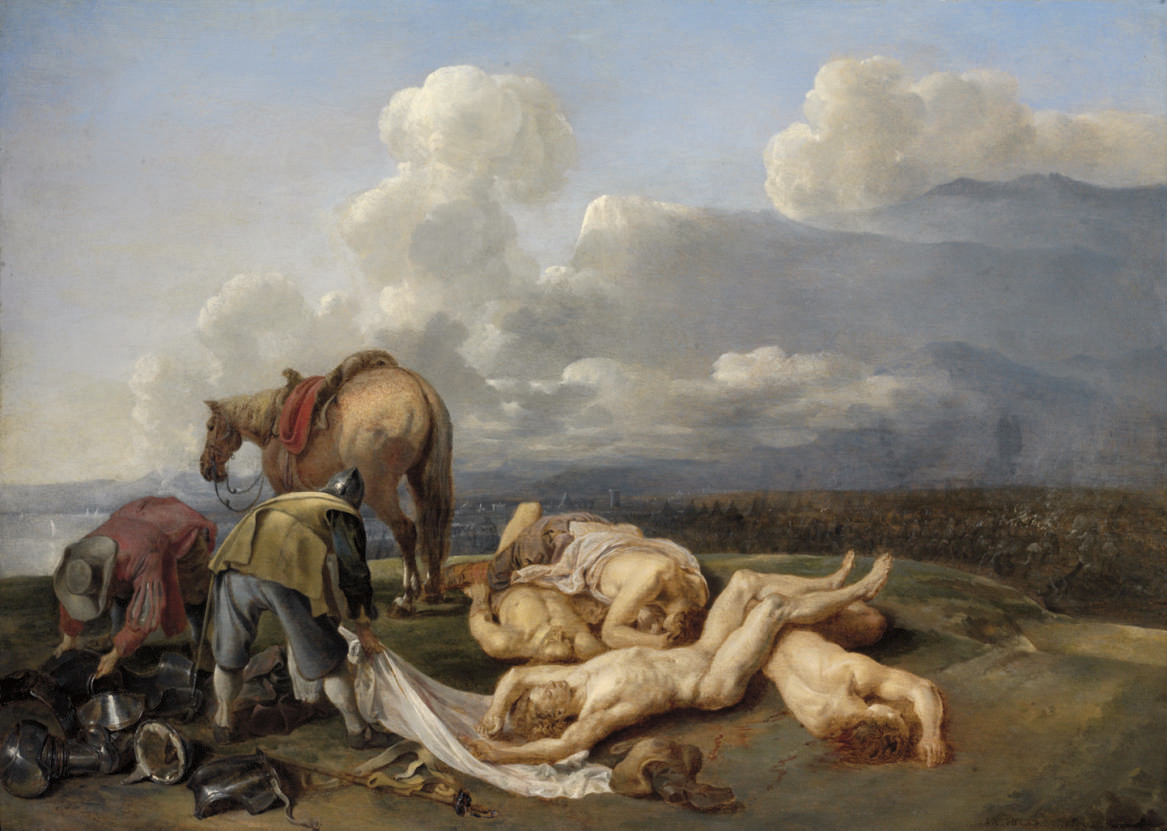
Nach der Schlacht, sign. & dat.: „I.V.HECKE. A.1653“, 1653, 37,7 × 52 cm, Privatsammlung (?)

Kupferstiche
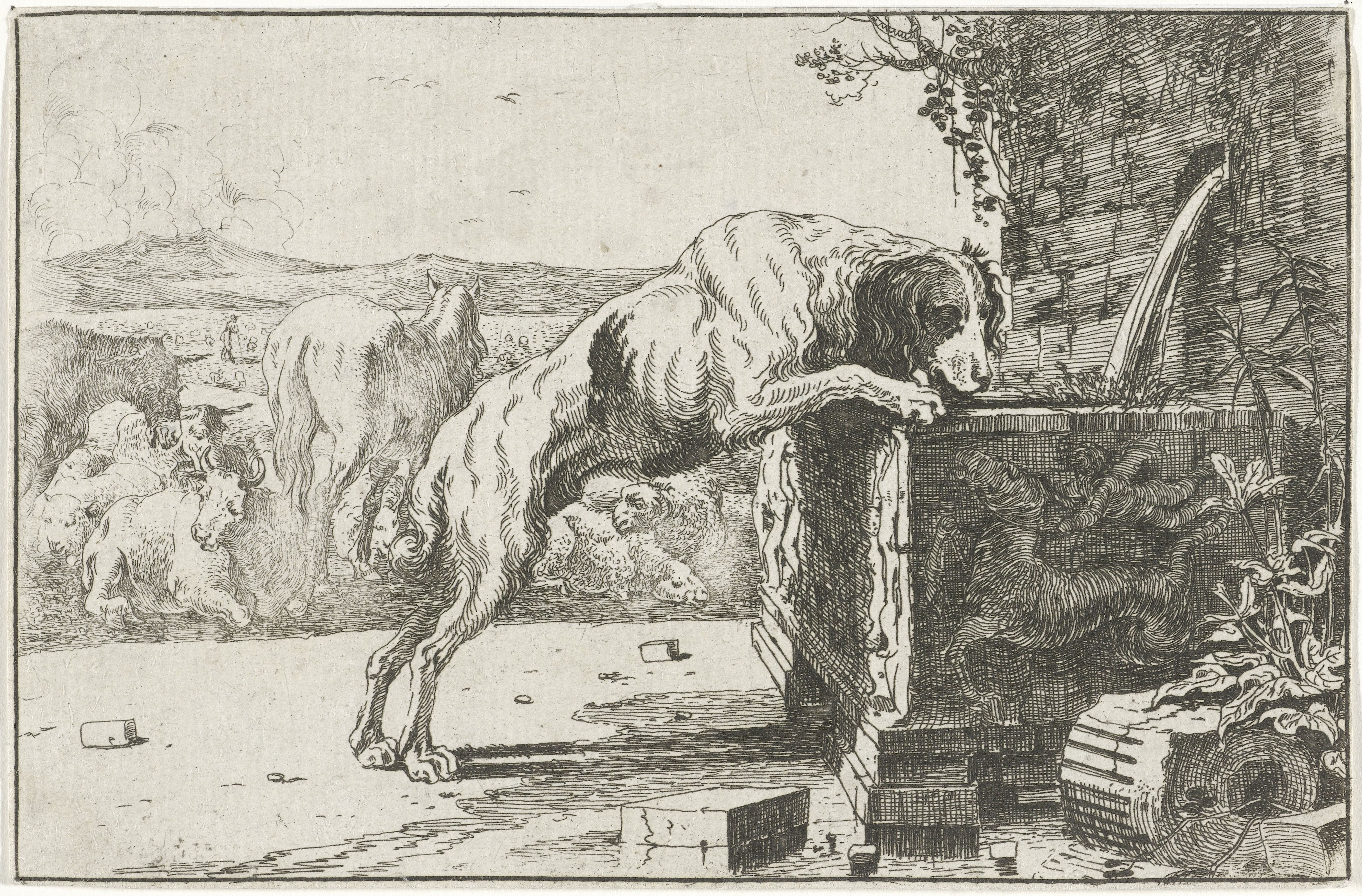
Ein Hund am Brunnen, aus: Zoographiam, 1656
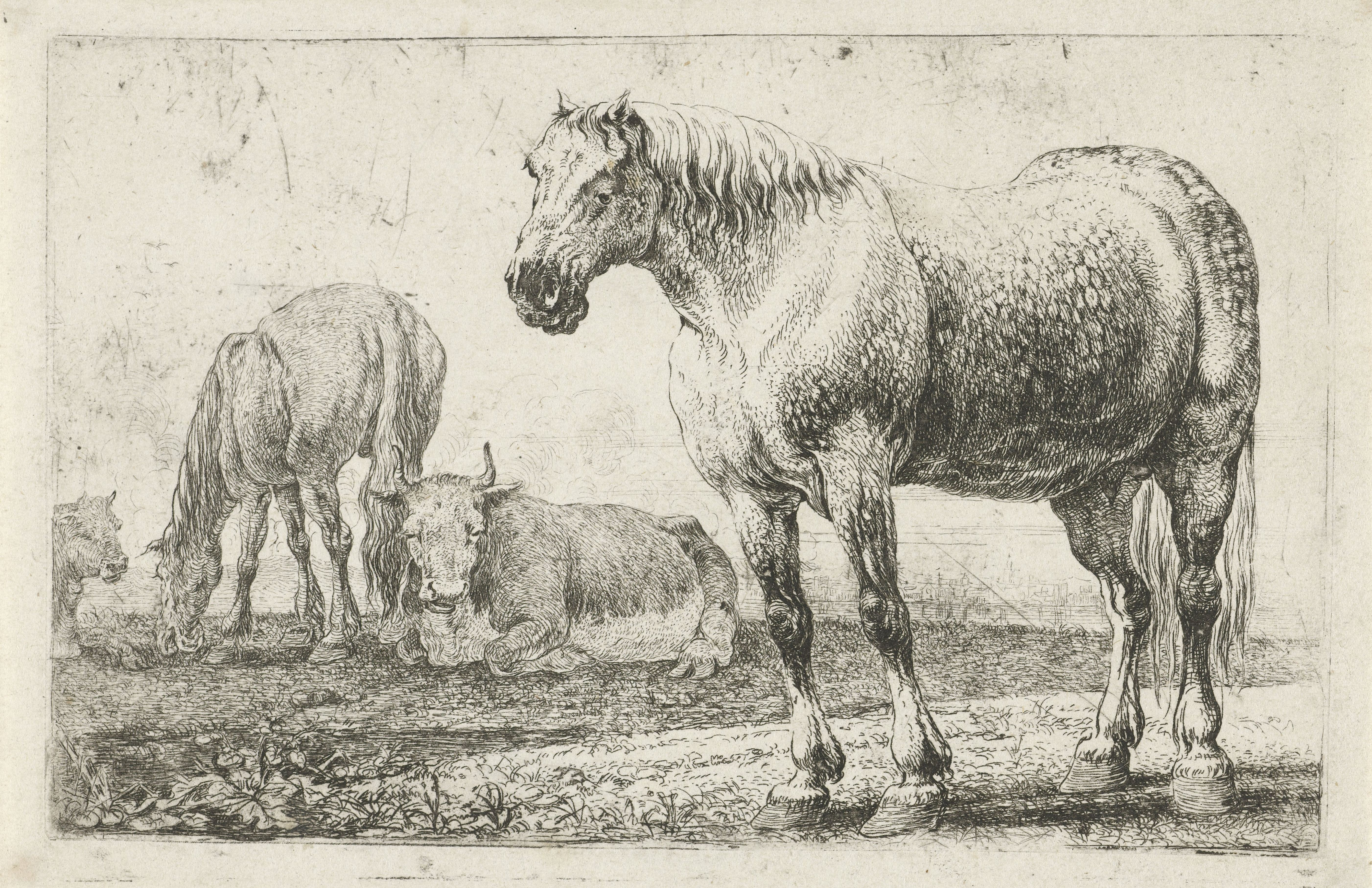
Pferde und eine Kuh, aus: Zoographiam, 1656
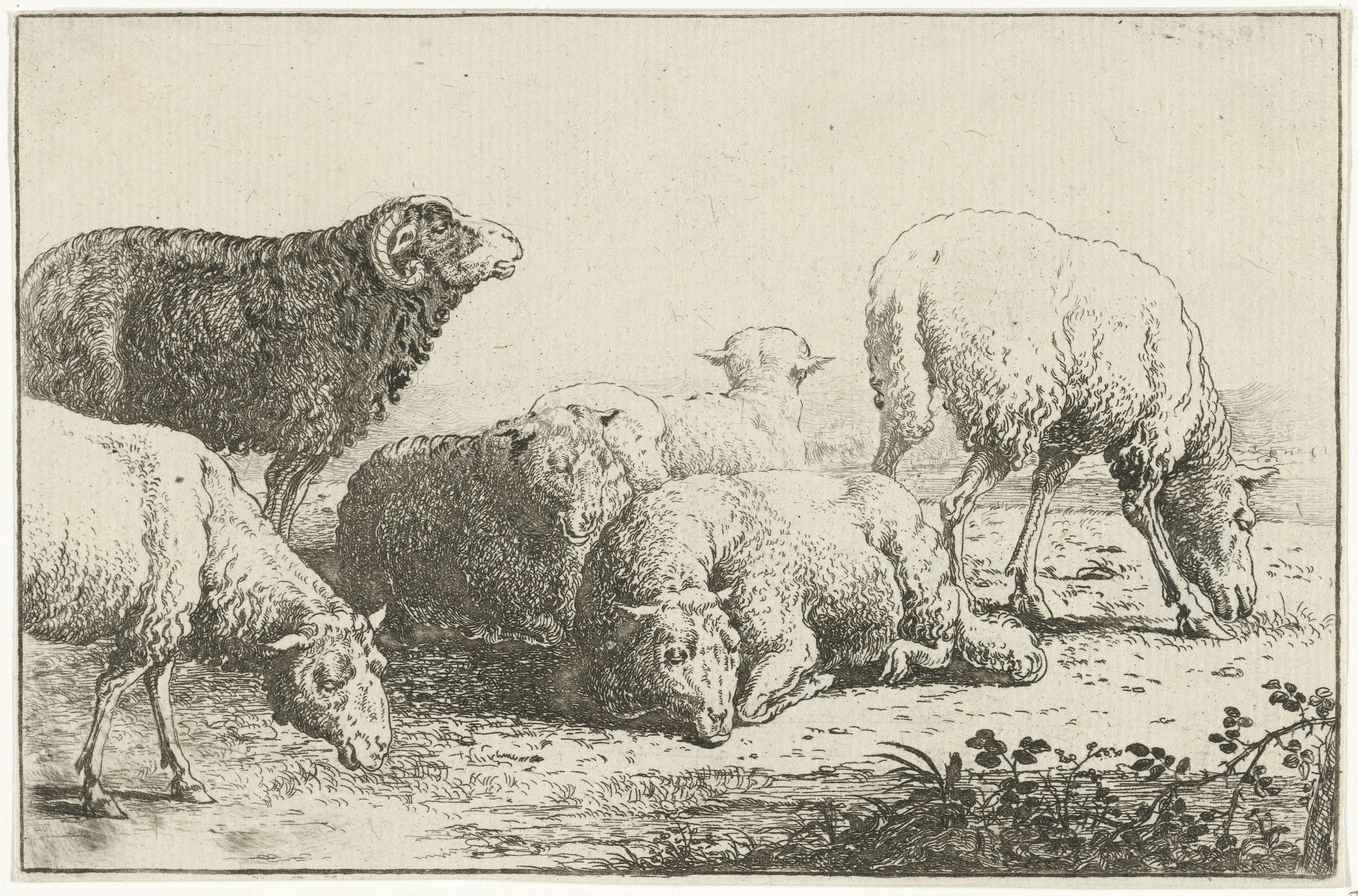
Schafe, aus: Zoographiam, 1656
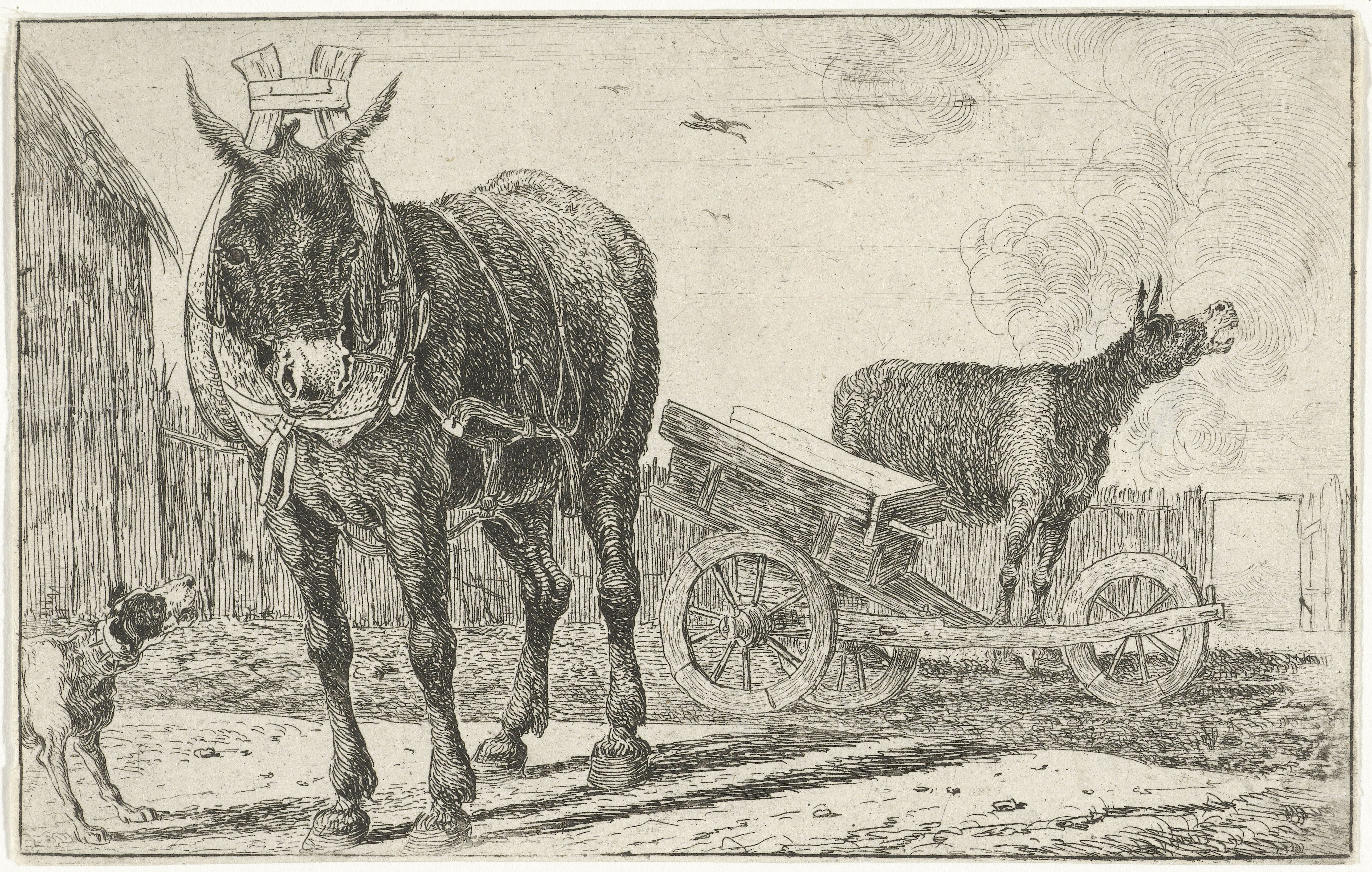
Zwei Esel, aus: Zoographiam, 1656